# Amaurobioides litoralis
Amaurobioides litoralis là một loài nhện trong họ Anyphaenidae.
Loài này thuộc chi Amaurobioides. Amaurobioides litoralis được Vernon Victor Hickman miêu tả năm 1949.